# John Gunther Dean

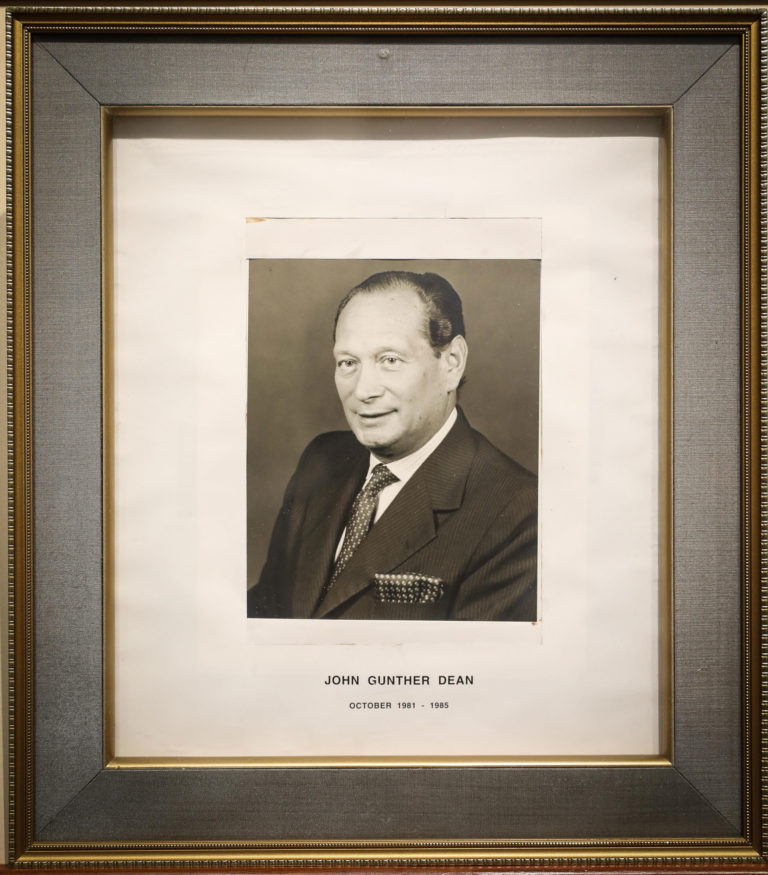
John_Gunther_Dean

John Gunther Dean (sinh ngày 24 tháng 2 năm 1926 - mất ngày 3 tháng 6 năm 2019) là một nhà ngoại giao xuất sắc của Hoa Kỳ. Từ năm 1974-1988, ông là Đại sứ Hoa Kỳ ở năm quốc gia khác nhau trong suốt bốn đời tổng thống Mỹ.

## Tiểu sử

### Thiếu thời
John Gunther Dean sinh ra tại Breslau, Đức, trong một gia đình Do Thái nổi bật. Khi còn nhỏ, ông được nhận vào học trường Von Zawatzki Schule đặc biệt ở Breslau. Nhằm thoát khỏi sự trỗi dậy của chủ nghĩa phát xít, gia đình ông đã rời bỏ nước Đức vào tháng 12 năm 1938 và đến Mỹ vào tháng 2 năm 1939. Tháng 3 năm 1939, cả gia đình quyết định thay đổi tên họ từ "Dienstfertig" sang "Dean" trước Tòa án Thành phố New York. Cuối cùng họ đến định cư ở Kansas City, Missouri, nơi cha ông có một thời gian ngắn giảng dạy tại Đại học Kansas. Tốt nghiệp trường trung học ở thành phố Kansas vào năm 16 tuổi, ông trúng tuyển vào trường Đại học Harvard. Năm 1944, John Gunther Dean chính thức trở thành công dân Hoa Kỳ. Thế nhưng do tình hình chiến sự khốc liệt nhất nên ông buộc phải tạm gác việc học tập và gia nhập quân đội Hoa Kỳ từ năm 1944-1946, nhờ khả năng ngôn ngữ mà ông được nhận vào công tác ở Phòng Tình báo Quân sự. Sau đó ông quay trở lại Harvard tiếp tục học và lấy bằng đại học (BS Magna Cum hạng ưu năm 1947). Ông nhận bằng tiến sĩ luật tại Sorbonne năm 1949, và quay trở lại Harvard một lần nữa để lấy bằng tốt nghiệp khoa quan hệ quốc tế (MA, 1950). 
Năm 1950, John Gunther Dean vào làm trong các cơ quan chính phủ và lần lượt đảm nhiệm những vị trí chủ chốt như nhà phân tích kinh tế tại trụ sở của Cục Quản lý Hợp tác Kinh tế châu Âu ở Paris, Pháp. Từ năm 1951-1953, là nhà phân tích công nghiệp của ECA ở Brussels, Bỉ. Từ năm 1953-1956, là trợ lý ủy viên hội đồng kinh tế Cục Hợp tác quốc tế Đông Dương thuộc Pháp được công nhận ở Sài Gòn, Phnôm Pênh, Viêng Chăn. 

### Sự nghiệp ngoại giao
John Gunther Dean thi đậu kỳ thi Sở Ngoại vụ Hoa Kỳ vào năm 1954. Ông chính thức bắt đầu được bổ nhiệm làm viên chức Bộ Ngoại giao Mỹ vào mùa xuân năm 1956. Từ năm 1956-1958, là sĩ quan chính trị tại Viêng Chăn, Lào, và sau đó từ năm 1959-1960, ông cho mở lãnh sự quán Mỹ đầu tiên tại Lomé, Togo. Từ 1960-1961, ông là Đại biện lâm thời ở Bamako, Mali, và sau đó trở thành sĩ quan phụ trách các vấn đề Mali, Togo trong Bộ Ngoại giao giai đoạn 1961-1963. Năm 1963, ông là cố vấn cho phái đoàn Hoa Kỳ, kỳ họp thứ 18 của Đại hội đồng Liên Hợp Quốc, trong giai đoạn 1964-1965, đảm nhiệm vai trò nhân viên quan hệ quốc tế trong khu vực NATO của Bộ Ngoại giao. Dean sang Paris vào năm 1965 với cương vị chính trị viên và công tác ở đó cho đến năm 1969. Từ năm 1969-1970, ông là một nhà nghiên cứu tại Trung tâm Các vấn đề quốc tế của Harvard tại Cambridge, Massachusetts. Ông được phân công vào phục vụ quân đội Mỹ với cương vị Phó Tư lệnh Quân khu I Việt Nam Cộng hòa, nơi ông từng là Giám đốc khu vực cơ quan Hoạt động Dân sự và Hỗ trợ phát triển Cách mạng (CORDS) cho đến năm 1972. Trong thời gian công tác tại Đà Nẵng, miền Nam Việt Nam, ông đã giúp bảo vệ Bảo tàng Chăm nổi tiếng mà về sau được nhà chức trách Việt Nam và Pháp chính thức cảm ơn vào năm 2005. Từ năm 1972-1974, ông giữ chức Phó trưởng ban đại biện sứ mệnh/Đại biện lâm thời tại Viêng Chăn, Lào. Ông được nhiều người ca ngợi vì đã giúp thành lập một chính phủ liên minh cứu được hàng ngàn sinh mạng sau khi Sài Gòn thất thủ vào năm 1975. Dean được bổ nhiệm làm Đại sứ Campuchia vào tháng 3 năm 1974 và công tác tại đó cho đến khi Đại sứ quán đóng cửa và tất cả các nhân viên người Mỹ được sơ tán vào ngày 12 tháng 4 năm 1975 trong chiến dịch Eagle Pull, 5 ngày trước khi Khmer Đỏ tiến vào Phnôm Pênh. 	

## Nhiệm kỳ Đại sứ
- 1974-1975 là Đại sứ Hoa Kỳ tại Cộng hòa Khmer
- 1975-1978 là Đại sứ Hoa Kỳ tại Đan Mạch
- 1978-1981 là Đại sứ Hoa Kỳ tại Liban
- 1981-1985 là Đại sứ Hoa Kỳ tại Thái Lan
- 1985-1988 là Đại sứ Hoa Kỳ tại Ấn Độ

Đại sứ Dean đã nghỉ hưu Sở Ngoại vụ Hoa Kỳ vào năm 1989. Những nỗ lực hành nghề tự do của ông nhằm kêu gọi chính quyền Reagan đảo ngược các chính sách về Afghanistan, Pakistan và Ấn Độ đã chọc tức các quan chức chính phủ cấp cao khiến ông buộc phải rời khỏi chính trường ngay sau đó.

## Vấn đề Israel
Tháng 8 năm 1980, trong khi làm đại sứ tại Liban, nơi ông mở mối liên lạc đến tổ chức PLO, chính vì vậy mà Dean là mục tiêu của một vụ ám sát, mà ông tin rằng do Israel chỉ đạo. Theo ông cho biết:
"Vũ khí do Mỹ tài trợ và cung cấp cho Israel được sử dụng trong nỗ lực nhằm giết chết một nhà ngoại giao Mỹ!"
"Không còn nghi ngờ gì nữa bằng cách sử dụng một giấy ủy quyền, đồng minh Israel của chúng ta đã cố gắng giết chết tôi."
Dean nghi ngờ rằng các điệp viên Israel cũng có liên quan đến vụ tai nạn máy bay bí ẩn vào năm 1988 đã giết chết Tổng thống Pakistan là Tướng Muhammad Zia-ul-Haq, cuối cùng dẫn đến quyết định tại Washington tuyên bố rằng ông không đủ sức khỏe về mặt tinh thần, buộc ông phải từ chức ở Sở Ngoại vụ sau ba mươi năm làm việc. Về sau, Bộ Ngoại giao đã phục hồi cương vị cho ông bằng việc trao tặng tấm huy chương của Bộ và lời cáo buộc của một cựu lãnh đạo Bộ Dịch vụ y tế về bệnh điên của ông được xác nhận là giả.

## Đặc điểm
Dean nói được bốn ngôn ngữ: Anh, Pháp, Đức và Đan Mạch. Ông là Đại sứ Mỹ đầu tiên tại Đan Mạch tự học và nói thông thạo tiếng Đan Mạch, do đó nhận được sự tôn trọng đáng kể từ những người Đan Mạch. Ông kết hôn với Martine Duphenieux sinh trưởng tại Pháp và họ có ba con nay đã trưởng thành. Ông hiện đang sống ở Thụy Sĩ và Pháp, nhưng vẫn hoạt động về các vấn đề ngoại giao và thường về thăm nước Mỹ. 
Trong khi công tác tại Paris (1965-1969), Dean đóng một vai trò quan trọng trong việc đưa các cuộc đàm phán hòa bình Mỹ-Bắc Việt đến Paris vào năm 1968.
Tại Liban, Dean đã giúp đỡ trong việc trả tự do cho các con tin người Mỹ đầu tiên tại Teheran. 
Tại Ấn Độ, Dean đã giúp đỡ để quân đội Liên Xô rút lui ra khỏi Afghanistan theo một bảng thời gian đã thoả thuận. 
Trong phim Cánh Đồng Chết, nhân vật Đại sứ Dean do diễn viên Ira Wheeler đóng. Cảnh di tản ở Phnôm Pênh được quay gần Bangkok vào năm 1983 và Wheeler đã gặp Dean, lúc đó đang là Đại sứ Hoa Kỳ tại Thái Lan.

## Tác phẩm
Quyển sách xuất bản năm 2009 với tựa đề "DANGER ZONES: A Diplomat's Fight for America's Interests" (tạm dịch: Vùng nguy hiểm: Một chuyến ngoại giao vì lợi ích nước Mỹ), được công bố bởi Hiệp hội nghiên cứu và đào tạo ngoại giao Hoa Kỳ.